# Hard Boiled (film 1919)
Hard Boiled è un film muto del 1919 diretto da Victor Schertzinger sotto la supervisione di Thomas H. Ince. Sceneggiato da R. Cecil Smith su un soggetto di John Lynch, il film fu prodotto da Thomas H. Ince e interpretato da Dorothy Dalton.

## Trama
Dopo che l'impresario è scappato con la cassa, una compagnia teatrale si trova bloccata in una cittadina dell'Arizona. Corinne, la prima donna, spende gli ultimi dollari per far partire una delle ragazze. Alla stazione ferroviaria, dove compera il biglietto del treno, uno degli addetti, vedendola così sfiduciata, le suggerisce di rivolgersi a zia Tiny Colvin, un'anziana signora di buon cuore che potrebbe aiutarla. Ma quando Corinne si rivolge a zia Tiny, questa le confessa di essere pure lei in gravi guai finanziari e di dover duecento dollari a Deacon Simpson, un usuraio che pretende da lei la restituzione del denaro. La cantante incontra Simpson: questi, affascinato dalla donna, cerca di sedurla. Lei, allora, minaccia di rivelare il suo comportamento scorretto alla moglie e agli altri cittadini a meno che lui non rinunci al denaro di zia Tiny. Per evitare lo scandalo, Simpson cede alla minaccia. Intanto il tenore Billy Penrose giunge a Nilesburg con la notizia che a New York c'è la possibilità di lavorare in una rivista musicale. Corinne, però, che è rimasta incantata dalla piccola città, riesce a convincerlo a restare a Nilesburg insieme a lei.

## Produzione
Il film fu prodotto dalla Thomas H. Ince Corporation.

## Distribuzione
Il copyright del film, richiesto dalla Thomas H. Ince Corp., fu registrato il 23 dicembre 1918 con il numero LP13213.
Distribuito dalla Paramount Pictures come Famous Players-Lasky Corporation e presentato da Thomas H. Ince, il film uscì nelle sale cinematografiche degli Stati Uniti il 2 febbraio 1919.